# Szerencs
Szerencs is een stad en gemeente in het Hongaarse comitaat Borsod-Abaúj-Zemplén met 8473 inwoners (2021).
Szerencs is bekend om zijn burcht, zijn kuurbad en zijn chocoladefabriek. De zuidelijke wijk ligt op vlak land, het noordelijke deel op een heuvel van het Zempléngebergte. In 1876 kreeg de plaats de status van stad. 
De chocoladefabriek bestaat sinds 1923 en het merk Szerencsi is breed verkrijgbaar in heel Hongarije. Tussen 1889 en 2007 had Szerencs ook een suikerfabriek. 
De geschiedenis van de burcht gaat terug tot de 13e eeuw. Het bouwwerk kreeg in de 16e eeuw onder Sigismund Rákóczi zijn huidige vorm. 

## Partnersteden
Szerencs onderhoudt stedenbanden met Malchin (Duitsland, sinds 1989) en Geisenheim (Duitsland, 1990), Rožňava (Slowakije, 1991), Hesperange (Luxemburg, 1997), Miercurea Nirajului (Roemenië, 2005), Podgora (Kroatië, 2011) en Pułtusk (Polen, 2017).